# Тетразол
Тетразол — органічна гетероциклічна сполука, що складається з 5-членного кільця з чотирьох атомів азоту та одного атома вуглецю, з формулою CH2N4. Тетразол утворює три ізомери.

## Структура та зв'язки
Існують три ізомери вихідного тетразолу, що відрізняються положенням подвійних зв'язків: 1H-, 2H- і 5H-тетразол. 1H- і 2H-ізомери є таутомерами, рівновага яких лежить на стороні 1H-тетразолу в твердій фазі. У газовій фазі домінує 2H-тетразол. Ці ізомери можна вважати ароматичними з 6 π-електронами, тоді як 5H-ізомер неароматичний.

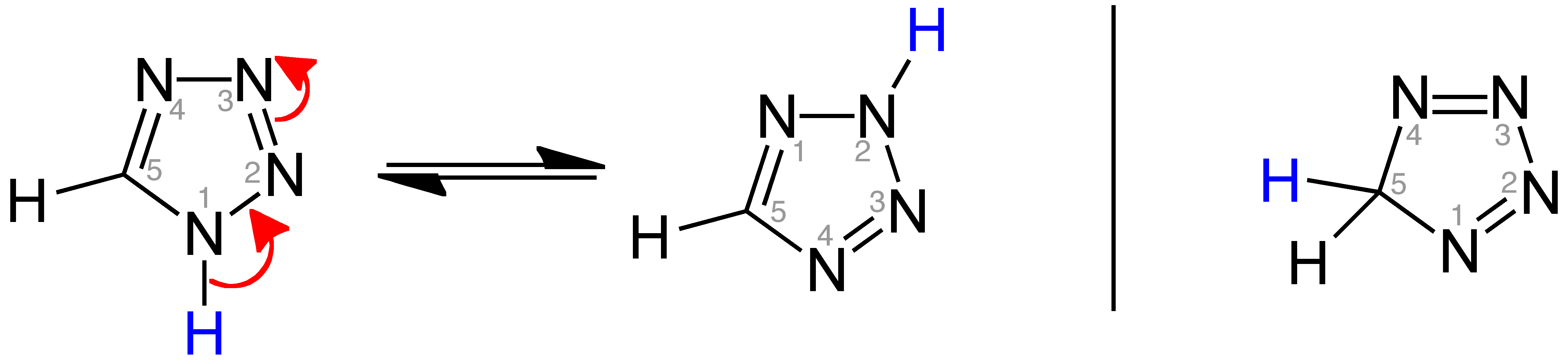
Таутомеризація 1H-тетразолу (ліворуч) і 2H-тетразолу (посередині) у порівнянні з 5H-тетразолом (праворуч)

## Отримання
1H-тетразол вперше був отриманий реакцією безводної гідразойної кислоти та ціаністого водню під тиском. Обробка органічних нітрилів азидом натрію в присутності йоду або бісульфату натрію, на основі кремнезему як гетерогенного каталізатора, забезпечує вигідний синтез 5-заміщених 1H-тетразолів.
Іншим методом є дезамінування 5-амінотетразолу, який може бути комерційно придбаний або отриманий своєю чергою з аміногуанідину.

## Використання
Деякі похідні тетразолу з високою енергією були досліджені як високоефективні вибухові речовини як заміна тротилу, а також для використання у високоефективних складах твердого ракетного палива. До них належать азидотетразоляти азотистих основ.
Інші тетразоли використовуються через їх вибухові або горючі властивості, такі як сам тетразол і 5-амінотетразол, які іноді використовуються як компонент газогенераторів в автомобільних подушках безпеки . Енергетичні матеріали на основі тетразолу виробляють високотемпературні, нетоксичні продукти реакції, такі як вода та газоподібний азот, і мають високу швидкість горіння та відносну стабільність, всі з яких є бажаними властивостями. Енергія делокалізації в тетразолі дорівнює 209 кДж/моль.

## Споріднені гетероцикли
- Триазоли, аналоги з трьома атомами азоту
- Пентазол, аналог з п'ятьма атомами азоту (суворо кажучи, неорганічний гомоцикл, а не гетероцикл)
- Оксатетразол
- Тіатетразол